# Meteorium neelgiriense
Meteorium neelgiriense là một loài Rêu trong họ Meteoriaceae. Loài này được D. Subram. mô tả khoa học đầu tiên năm 2008.